# 第24届亚洲奥林匹克理事会大会
第24届亚洲奥林匹克理事会大会于2005年9月9日在中国广东省广州市越秀区环市东路368号花园酒店会议中心举行。

## 主要内容
本届大会的主要内容是：报告长春亚冬会、广州亚运会筹备情况，由当时中华人民共和国国家体育总局局长刘鹏先生讲话，并设立亚洲沙滩运动会。

## 相册

第24届亚洲奥林匹克理事会大会的举办地——中国广东省广州市越秀区环市东路368号花园酒店